# 中国脑

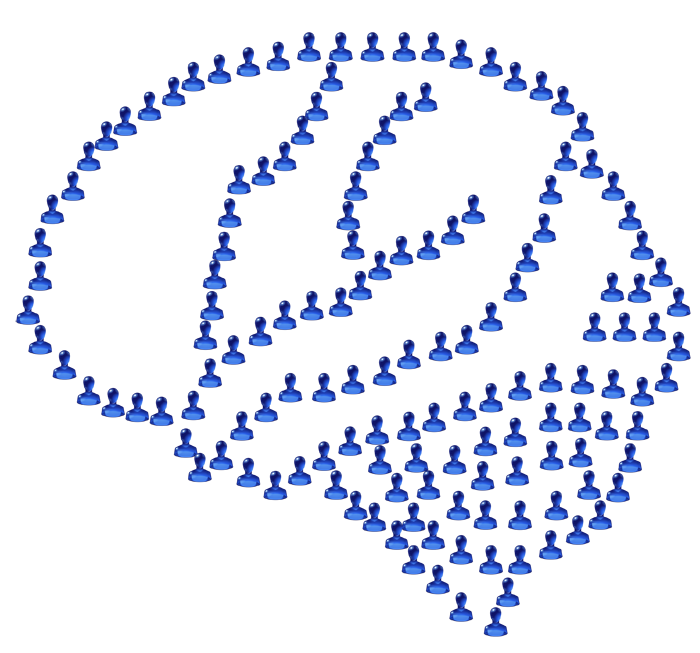
中国脑。中国有1.4×10^{9}个人，而人脑估计有≈10^{11}个神经元。

中国脑是心灵哲学中的一个思想实验，探讨了如果每个中国人被要求使用电话或对讲机模拟大脑中一个神经元的动作，会发生什么情况。对讲机模拟连接神经元的轴突和树突。这会使中国人整体像大脑一样具有思想或意识吗？
中国脑的早期版本由Anatoly Dneprov于1961年提出， ，后于1974年由Lawrence Davis二次提出，1978年由内德·布洛克也参与了讨论。布洛克认为“中国脑”不会具有意识，而丹尼尔·丹尼特则认为会。“中国脑”问题是一个更一般的问题的特例——即是否可以在一个大意识体中存在小意识体。
注：不应将其与约翰·塞尔（John Searle）提出的关于中国房间的论点相混淆——虽然这也是心灵哲学的思想实验，但它与人工智能有关。

## 背景
心理学的许多理论都是唯物主义的，即它们将心理描述为诸如大脑之类的物理对象的行为。身份理论是一个以前著名的例子，它说精神是大脑的状态。对此的一种批评是多重可实现性的问题；对此作出回应的物理学家理论是功能主义，它指出精神可以是任何可充当心灵状态的基质的功能。也就是说，意识可以由神经元组成，也可以由木头、石头或厕纸组成，只要它能提供心理功能即可。

## 思想实验
这一假设对整个中国进行了重新排序，以模拟单个大脑的运作（即，按照功能主义原理来让中国充当一个巨大的人脑）。每个中国人都充当（比如说）神经元，并通过特殊的双向无线电以对应的方式与其他人通信。“中国脑”的实时精神状态则显示在从中国任何地方都可以看到的卫星上。然后，中国脑将通过无线电连接到身体，该身体提供中国脑的感觉输入和行为输出。
因此，中国脑拥有对心理功能进行描述的所有要素：感觉输入、行为输出以及与其他心理状态的因果关系。如果可以使中国人采取这种行动，那么按照功能主义的观点，这种制度就会有思想。丹尼尔·丹尼特等一些哲学家得出的结论是，中国脑确实在创造一种精神状态。功能主义的思维哲学家赞同这样的观点，即像中国脑这样的东西可以实现思维；并且从原则上讲，神经元并不是唯一可以建立心理状态的物质。

## 意识问题
中国脑是一个有关功能主义的意识问题。布洛克提出了一种对功能主义的缺席Qualia异议的形式，因为它声称某种事物在功能上可能等同于人类，但却没有意识的经验。这种像人类一样生理运作但什么都不会感觉到的生物被称为“哲学僵尸”。因此，对功能主义的缺席Qualia异议也可以被称为“僵尸异议”。

## 批评
对于布洛克而言，他参与这项研究的目标是举出这样一个夸张的功能主义安排的反例，以表明认为这种安排可以创造出具有思想和感觉能力的意识的观点有多么不直观。